# Tabla de reasignación de direcciones gráficas
La Tabla de reasignación de direcciones gráficas (Graphics address remapping table, GART) o Tabla de reasignación de apertura de gráficos (Graphics aperture remapping table, GART), a veces llamado también Tabla de traducción gráfica (Graphics translation table, GTT), es una unidad de gestión de memoria de E/S (IOMMU) utilizada por las tarjetas gráficas AGP y PCI Express. El GART permite el Acceso directo a memoria de la tarjeta gráfica (DMA) a la memoria del sistema host, a través de la cual se cargan los buffers de texturas, mallas poligonales y otros datos. Posteriormente, AMD reutilizó el mismo mecanismo para la virtualización de E/S con otros periféricos, incluidos los controladores de disco y los adaptadores de red.
GART se utiliza como un medio de intercambio de datos entre la memoria principal y la memoria de video a través de la cual se almacenan los búferes (es decir, paginación / intercambio) de texturas, mallas poligonales y otros datos, pero también se puede usar para expandir la cantidad de memoria de video disponible. sistemas con solo gráficos integrados o compartidos (es decir, sin procesador de gráficos discreto o incorporado), como procesadores de gráficos Intel HD. Sin embargo, este tipo de reasignación de memoria (expansión) tiene una advertencia que afecta a todo el sistema: específicamente, cualquier GART, la memoria preasignada se combina y no puede utilizarse con otros fines que no sean la memoria de gráficos y la visualización.

## Sistemas operativos soportados

### Linux
Jeff Hartmann fue el mantenedor principal del controlador agpgart del núcleo Linux, que comenzó como parte del proyecto de controlador Mesa 3D acelerado de Brian Paul en Utah GLX. Los desarrolladores se enfocaron principalmente en los kernels de Linux 2.4.x, pero hicieron parches disponibles contra kernels 2.2.x más antiguos. Dave Jones reformó fuertemente agpgart para los kernels de Linux 2.6.x, junto con más contribuciones de Jeff Hartmann.

### FreeBSD
En FreeBSD, the controlador agpgart apareció en su versión 4.1.

### Solaris
El soporte para AGPgart fue introducido en Solaris Express Developer Edition en su versión 7/05.